# Pauline Jagsch
Pauline Jagsch, née le 13 mars 2003 à Berlin, est une kayakiste allemande, vice championne olympique du K4 500 m en 2024.

## Carrière
Aux Jeux olympiques d'été de 2024, elle remporte la médaille d'argent du K4 500 m avec ses coéquipières Jule Hake, Sarah Brüßler et Paulina Paszek.